# Amphiesma bitaeniatum
Amphiesma bitaeniatum là một loài rắn trong họ Colubridae. Loài này được Wall mô tả khoa học đầu tiên năm 1925.